# キミワイナ'17
「キミワイナ'17」（キミワイナじゅうなな）は、新しい学校のリーダーズの通算2枚目のシングル。2017年10月25日にリリースされた。

## 概要
前作「毒花」より約5か月後の10月25日にリリースされた新しい学校のリーダーズのセカンドシングル。
表題曲は、同じペースで走る事を約束したはずの友人に置いて行かれるという、マラソン大会での裏切りをテーマにしている。タイトルについては「隣にキミはいないんだな」→「キミはいないな」→「キミワイナ’17」という流れで付けられている。
カップリング曲の「SNS24時」は2018年の配信アニメ『SNSポリス』の主題歌に使用された。作詞はコラムニストの辛酸なめ子が起用された。

## 収録曲
1. キミワイナ'17 [4:11]
作詞：新しい学校のリーダーズ達 / 作曲：H ZETT M
2. SNS24時 [4:07]
作詞：辛酸なめ子 / 作曲：H ZETT M
アニメ『SNSポリス』主題歌

## 関連作品
- マエナラワナイ